# Kowtow

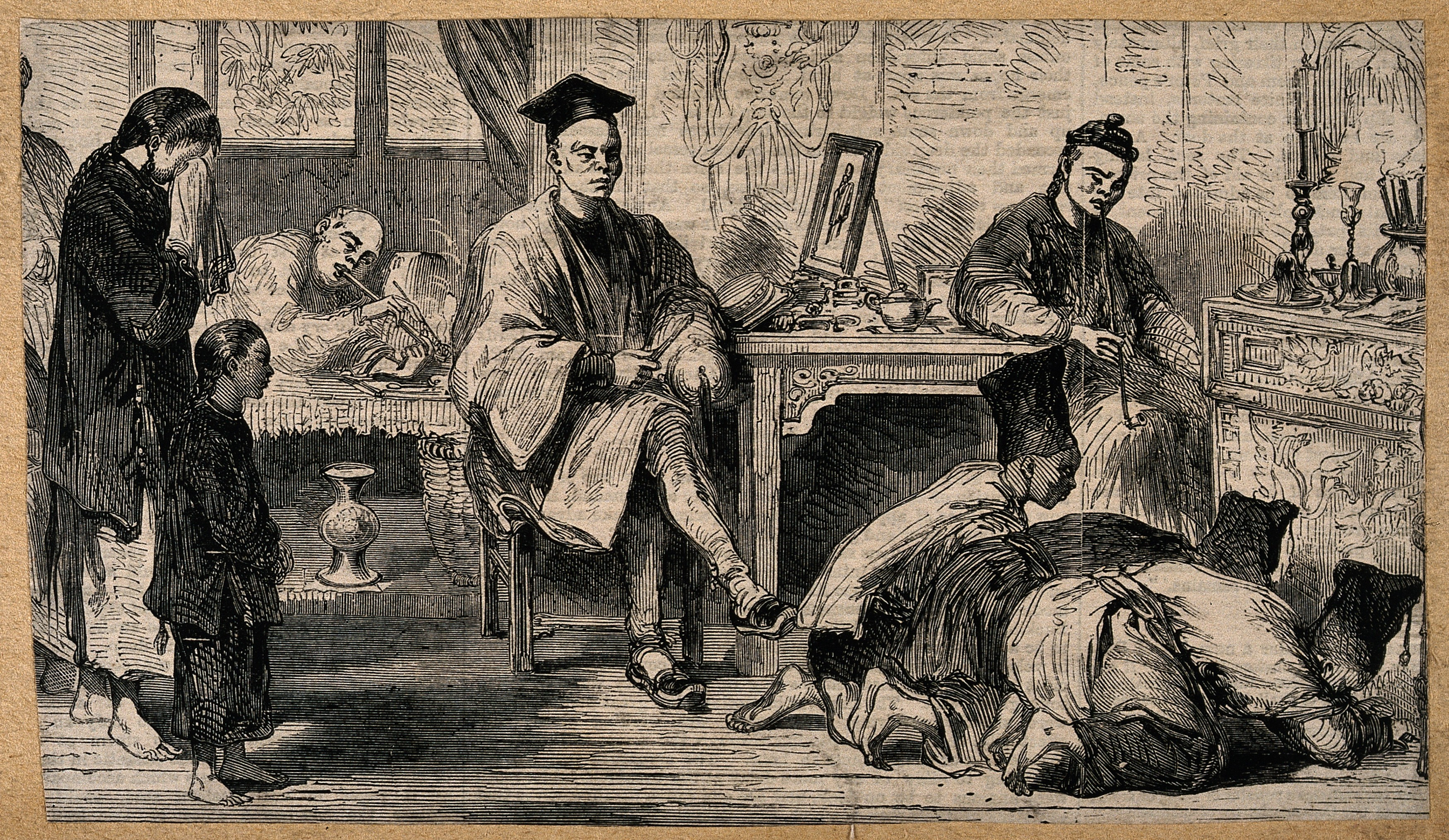
Kowtow en China, ilustración del con una escena de duelo, mientras la viuda llora tres parientes se postran ante el altar familiar.

Kowtow, que se toma prestado de kau tau en cantonés (koutou en chino mandarín), es el acto de profundo respeto de postrarse, es decir, arrodillarse e inclinarse lo suficiente como para tocar el suelo con la cabeza. Un término chino alternativo es ketou; sin embargo, el significado es algo alterado: kou (叩) tiene el significado general de golpe/toque, mientras que ke (磕) tiene el significado general de "tocar sobre (una superficie)", tou (頭) que significa cabeza. La fecha del origen de esta costumbre es probablemente en algún momento entre el Período de las Primaveras y Otoños, y el Período de los Estados Combatientes de la historia china porque se sabe que ya era una costumbre en tiempos de la dinastía Qin (221 a. C. - 206 a. C.).
En la cultura del este de Asia, el kowtow es el más alto signo de reverencia. Fue ampliamente utilizado para mostrar reverencia por los ancianos, superiores y especialmente por el Emperador, así como por los objetos de culto religioso y cultural. En los tiempos modernos, el uso del kowtow se ha reducido.

## Uso tradicional
En el protocolo chino imperial, el kowtow se realizaba ante el emperador. Dependiendo de la solemnidad de la situación, se usarían diferentes grados de kowtow. En las ceremonias más solemnes, por ejemplo en la coronación de un nuevo emperador, los súbditos del emperador realizarían la ceremonia de "tres arrodillados y nueve kowtows", el llamado gran kowtow, que implica arrodillarse tres veces y, cada vez, realizando el kowtow tres veces mientras se arrodilla. Immanuel Hsu describe el "kowtow completo" como "tres arrodillados y nueve golpes de cabeza en el suelo".
Como los funcionarios del gobierno representaban la majestad del Emperador mientras llevaban a cabo sus deberes, los plebeyos también tenían la obligación de postrarse ante ellos en situaciones formales. Por ejemplo, un plebeyo presentado ante un magistrado local debería arrodillarse y postrarse. Entonces se le exige a los plebeyos que permanezcan arrodillados, mientras que a una persona que haya obtenido un título en los exámenes imperiales se le permite un asiento.
Como la filosofía confuciana exige mostrar gran reverencia a los padres y abuelos de uno, también se puede exigir que los niños se postren ante sus parientes mayores, especialmente en ocasiones especiales. Por ejemplo, en una boda, tradicionalmente se requería que la pareja hiciera kowtow ante ambos grupos de padres, como reconocimiento de la deuda que se les debía por su crianza.
Confucio creía que había una armonía natural entre el cuerpo y la mente y, por lo tanto, cualquier acción que se expresara a través del cuerpo se transferiría a la mente. Debido a que el cuerpo se coloca en una posición baja en el kowtow, la idea es que uno naturalmente cultivara el respeto. Lo que uno se hace a uno mismo, influye en la mente. La filosofía confuciana sostenía que el respeto era importante para una sociedad, por lo que la reverencia era un ritual importante.

## Uso chino moderno
El kowtow y otras formas tradicionales de reverencia fueron muy difamadas después del Movimiento del Cuatro de Mayo. Hoy, sólo quedan vestigios del uso tradicional del kowtow. En muchas situaciones, el arco parado (la reverencia común, de pie solo inclinando el tronco) ha reemplazado al kowtow. Por ejemplo, algunas personas, aunque no todas, eligen postrarse ante la tumba de un antepasado, o al hacer ofrendas tradicionales a un antepasado. Los descendientes directos también pueden postrarse en el funeral de un antepasado, mientras que otros simplemente se inclinan. Durante una boda, algunas parejas todavía pueden postrarse ante sus respectivos padres, aunque la reverencia de pie es hoy en día más común. En casos extremos, el kowtow puede usarse para expresar gratitud profunda, fuertes disculpas o pedir perdón.
El kowtow permanece vivo como parte de una ceremonia de iniciación formal en ciertos oficios tradicionales que implican el aprendizaje o el discipulado. Por ejemplo, las escuelas de artes marciales chinas a menudo requieren que un estudiante se postre ante un maestro. Del mismo modo, las artes escénicas tradicionales a menudo también requieren el kowtow.

## Religión
La postración es una práctica general en el budismo, y no está restringida a China. El kowtow a menudo se realiza en grupos de tres ante estatuas e imágenes budistas o las tumbas de los muertos. En el budismo se denomina más comúnmente "adoración con la corona [de la cabeza]" (頂禮 ding li) o "arrojando las cinco extremidades a la tierra" (地 體 投 ut wuti tou di) -referido a los dos brazos, dos piernas y la frente-. Por ejemplo, en ciertas ceremonias, una persona realizaría una secuencia de tres grupos de tres kowtows -se pondría de pie y se arrodillaría nuevamente entre cada conjunto- como un gesto extremo de respeto; de ahí el término tres arrodillados y nueve golpes en la cabeza ( 三跪九叩 ). Además, algunos peregrinos budistas todavía se postran una vez por cada tres pasos realizados durante sus largos viajes, el número tres se refería a la Triple Joya del Budismo, el Buda, el Dharma y la Sangha. Los hindúes practican ampliamente la postración para mostrar el máximo respeto a sus deidades en los templos y a los padres y ancianos. Hoy en día en los tiempos modernos, en la India la gente aun saluda a los ancianos inclinándose y tocándose los pies.

## Diplomacia
El kowtow era un tema importante para los diplomáticos extranjeros, ya que se requería ante la presencia del Emperador de China, pero significaba sumisión ante él. Las embajadas británicas de George Macartney (1793) y William Pitt Amherst (1816) supuestamente fracasaron, en parte porque la obediencia significaría reconocer a su Rey como un súbdito del Emperador.
El embajador holandés Isaac Titsingh hizo kowtow en su misión de 1794-1795 ante la corte imperial del emperador Qianlong. Los miembros de la misión de Titsingh, incluidos Andreas Everardus van Braam Houckgeest y Chrétien-Louis-Joseph de Guignes, hicieron todo lo posible para cumplir con las exigencias de la compleja etiqueta de la corte imperial.
En dos ocasiones, el kowtow fue realizado por enviados chinos a un gobernante extranjero, específicamente al zar ruso. T'o-Shih, emisario de Qing a Rusia cuya misión a Moscú tuvo lugar en 1731, hizo kowtow ante la zarina Ana, según las instrucciones del emperador Yongzheng, al igual que Desin, que dirigió otra misión el año siguiente a la nueva capital rusa en San Petersburgo. Hsu señala que el emperador Kangxi, el predecesor de Yongzheng, ordenó explícitamente que se le otorgara a Rusia un estatus especial en las relaciones exteriores de Qing al no estar incluido entre los estados tributarios, es decir, el reconocimiento como un igual implícito de China.
El kowtow a menudo se realizaba en relaciones diplomáticas dentro de Asia también. En 1636, después de ser derrotado por los invasores manchúes, el rey Injo de Joseon (Corea) fue obligado a rendirse postrándose en tres ocasiones para hacer a su Estado tributario del emperador Qing, Hong Taiji. Como era costumbre de todos los enviados asiáticos a Qing, los enviados de Joseon se postraron tres veces ante el emperador Qing durante sus visitas a China, continuando hasta 1896 cuando el Imperio Coreano retiró su estado como tributario de Qing como resultado de la primera guerra sino-japonesa.
El rey del Reino de Ryukyu también tuvo que arrodillarse tres veces en el suelo y tocar el suelo con su cabeza nueve veces (三 拜 九,,), para mostrar su lealtad a los emperadores chinos.
- Datos: Q1779222
- Multimedia: Kowtow / Q1779222